# Хуо Лян
Хуо Лян  (кит.: 火亮, 29 вересня 1989) — китайський стрибун у воду, олімпійський чемпіон.

## Виступи на Олімпіадах
| Олімпіада  | Дисципліна                | Місце |
| ---------- | ------------------------- | ----- |
| Пекін 2008 | вишка                     | 4     |
| Пекін 2008 | синхронні стрибки з вишки | 1     |